# Newport (Oregon)
Newport ist eine Kleinstadt im Lincoln County im US-Bundesstaat Oregon an der Pazifikküste. Die 1882 gegründete Stadt hatte 10.256 Einwohner (Stand: 2020) auf einer Fläche von 27 km². Newport ist County Seat des Lincoln County und lebt vor allem vom Tourismus.

## Geographie
Die Stadt liegt an der Mündung des Yaquina Rivers der am südlichen Ende der Yaquina Bay in den Pazifischen Ozean mündet. Hier befindet sich im Yaquina Bay State Park der historische Leuchtturm Yaquina Bay Lighthouse. Etwa fünf Kilometer nördlich befindet sich die Halbinsel Yaquina Head, auf der der Leuchtturm Yaquina Head Lighthouse steht. Markanter Punkt der Stadt ist die Yaquina Bay Bridge über den Yaquina River.

## Bevölkerungsstatistik
Es gibt 4112 Haushalte, davon ca. ein Viertel mit Kindern unter 18 Jahren. Eine Familie hat durchschnittlich 2,77 Kinder.

## Sehenswürdigkeiten
Der Ort beherbergt mit dem Oregon Coast Aquarium einen großen Aquazoo und mit dem Hatfield Marine Science Center ein meereskundliches Forschungsinstitut und Aquarium, das zur Oregon State University gehört.